# فریست ریور (داکوتای شمالی)
فریست ریور(به انگلیسی: Forest River) شهری در ایالت داکوتای شمالی کشور ایالات متحده آمریکا است که جمعیت آن در سرشماری سال ۲۰۱۰ میلادی، ۱۲۵ نفر بوده‌است.